# JR貨物UT13F形コンテナ
UT13F形コンテナ（UT13Fがたコンテナ）は、日本貨物鉄道（JR貨物）輸送用として籍を編入している、20 ft形の私有コンテナ（タンクコンテナ）である。

## 概要
本形式の数字部位 「 13 」は、コンテナの容積を元に決定される。このコンテナ容積13㎥の算出は、厳密には端数四捨五入計算の為に、内容積12.5 - 13.4㎥の間に属するコンテナが対象となる。また形式末尾のアルファベット一桁部位 「 F 」は、コンテナの使用用途（主たる目的）があらかじめ届け出ている複数種類の積荷であれば、輸送人の裁量で届け出ている範囲内で自由に積荷を選べる 「 危険品の輸送 」を表す記号として、付与されている。

## 外部サイト
- コンテナの絵本
- コンテナ日和